# RAI-Klasse 86
Die Iranische Staatsbahn (RAI), ließ 1936 bei Beyer-Peacock in England vier Garratt-Lokomotiven zum Einsatz auf der Transiranischen Eisenbahn bauen. 
Die Lokomotiven mit den Fabriknummern 6787 bis 6790 hatten bei der RAI anfangs die Nummer 418 bis 421. Später wurden die Maschinen als Klasse 86 bezeichnet und erhielten die Nummern 86.01 bis 86.04. Wobei die 8 für die Anzahl der angetriebenen Achsen stand und die 6 für die Anzahl der Laufachsen.
Die Lokomotiven wurden vor allem auf dem nördlichen Abschnitt der Hauptstrecke mit seinen hohen Steigungen über das Elburs-Gebirge eingesetzt. Auch nach der Einführung der Dieseltraktion wurden sie als Reserve behalten und waren 1966 noch vorhanden.